# 에릭 에델스타인
에릭 에덜스틴(Eric Edelstein, 영어 발음: /ˈɛdəlstiːn/, 1977년 4월 23일 ~ )은 미국의 배우이다.

## 출연 작품

### 영화
- Suits on the Loose (2005) - 돈 버넷 역
- 힐즈 아이즈 2 (2007) - 스피터 역
- 굿 딕 (2008, Good Dick)
- 강아지 호텔 (2009) - 맥스 역
- 웰컴 투 더 정글 (2013) - 재러드 역
- 쥬라기 월드 (2015)
- 그린 룸 (2015) - 빅 저스틴 역
- 패치워크 (2015, Patchwork)
- The Pickle Recipe (2015)
- Bad Night (2015)
- Always Worthy (2015)
- 플라워 (2017)
- Bitch (2017)

### 텔레비전
- All That (2003)
- 팍스 앤 레크리에이션 (2009) - 로런스 역
- 셰임리스 (2013)
- 컴플리케이션스 (2015, Complications)